# Georg Merkel (Politiker)

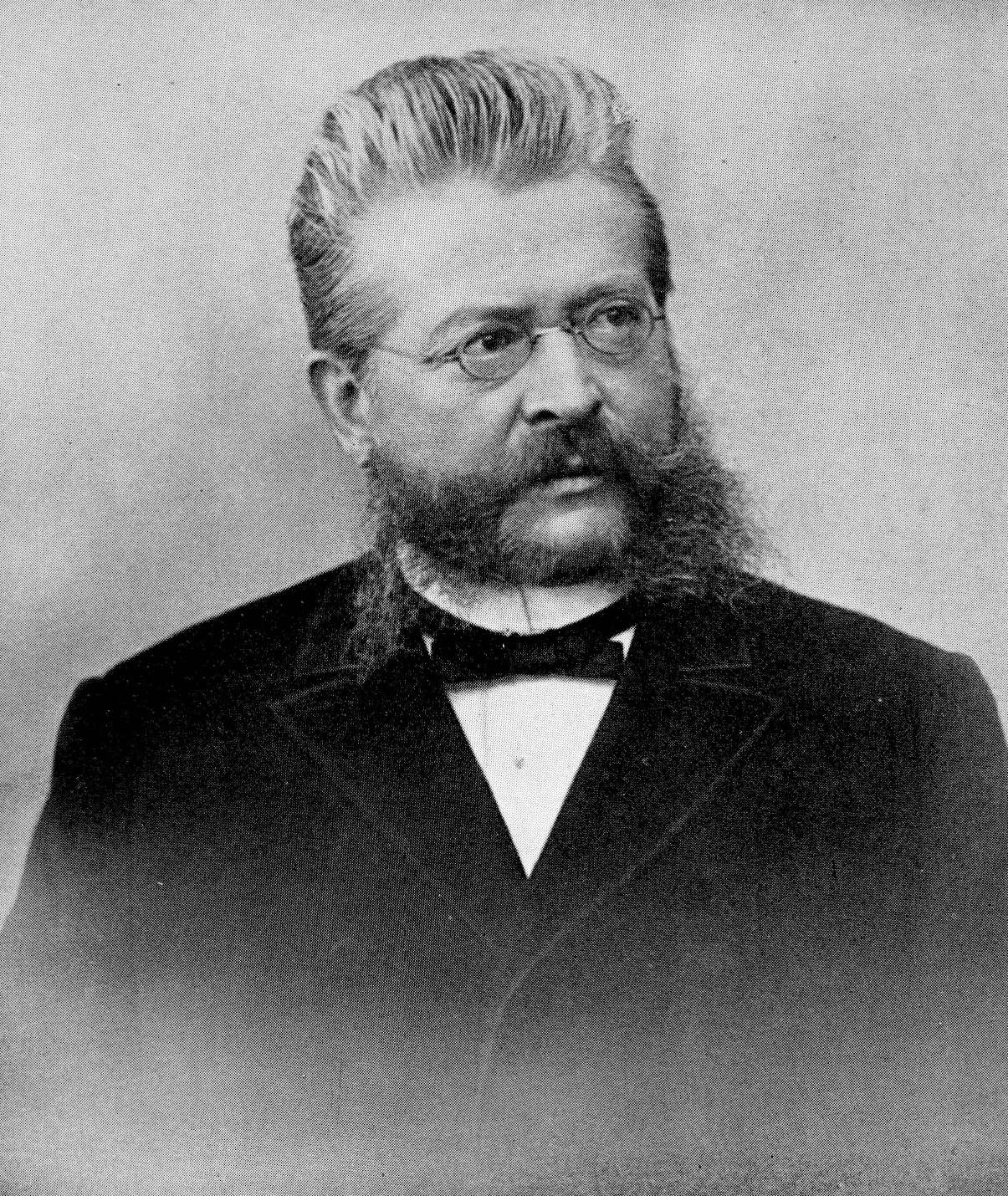
Georg Merkel

Julius Philipp Georg Merkel (* 7. Mai 1829 in Hannover; † 4. September 1898 in Göttingen) war Oberbürgermeister der Stadt Göttingen.

## Leben und Wirken
Georg Merkel wurde 1829 in Hannover als Sohn des Juristen von Karl Christoph Merkel geboren und seiner Ehefrau Agnes, geb. Ribbentrop. Der Vater war damals Kammersekretär in der Domänenkammer und wurde später Schatzrat sowie Generalsekretär der zweiten Kammer der hannoverschen Ständeversammlung. Nach dem Besuch des Ratsgymnasiums in Hannover legte er 1849 sein Abitur in Osnabrück ab, wo der Vater zu dieser Zeit diente und wo der junge Merkel freundschaftliche Kontakte zum dortigen Bürgermeister Johann Carl Bertram Stüve pflegte.
1849–1852 studierte Merkel Rechtswissenschaften an der Universität Göttingen. Während seines Studiums wurde er 1849 Mitglied der Burschenschaft Hannovera Göttingen, aus der er 1878/79 in das aus ihr heraus gegründete Corps Hansea Göttingen übertrat, das sich jedoch bald danach wieder auflöste. Nach den Staatsexamina in Göttingen durchlief er 1852–1855 als junger Beamter und Amtsauditor den praktischen Teil seiner Ausbildung zum Verwaltungsbeamten bei der Amtsvogtei Ilten, dem Königlichen Amtsgericht Hannover sowie den Ämtern Neustadt am Rübenberge und Ricklingen. 1855–1859 war Merkel zunächst zweiter und dann bis 1864 erster Stadtsekretär beim Magistrat der Residenzstadt Hannover. Danach erfolgte 1864 der Wechsel vom Kommunaldienst in den Staatsdienst, als Assistent des Statistischen Büros in Hannover, wo er den Untergang des Königreichs Hannover erlebte und mit der Organisation und Verwaltung des Lazarettwesens beauftragt war, ehe er 1867 an das preußische Statistische Büro in Berlin versetzt wurde. Als Minister Eulenburg ihn nicht zurück in seine Heimatstadt Hannover versetzen wollte, bewarb sich Merkel 1868 in seiner alten Studienstadt Göttingen auf die Stelle des dort vom Magistrat ausgeschriebenen Syndikus. Er wurde gewählt und am 7. August 1868 zum Regierungsrat ernannt. 1870 erfolgte die Wahl zum Bürgermeister. 1885 erhielt er von Kaiser Wilhelm I. den Titel eines Oberbürgermeisters der Stadt Göttingen.
Georg Merkel machte sich im ausgehenden 19. Jahrhundert in bemerkenswerter Weise um die Entwicklung und Modernisierung der Stadt verdient: Er begann 1871 mit der Aufforstung des Hainberges des Göttinger Waldes, die erst 1893 abgeschlossen wurde. Wichtige Infrastrukturmaßnahmen der Stadt fallen in seine Amtszeit als Bürgermeister, so die zentrale Wasserversorgung (1877) und die moderne Kanalisation (1890). In der Feldmark der Stadt wurde 1877 eine Flurbereinigung durchgeführt. Die Stadt erbaute zahlreiche Schulen und förderte den weiteren Ausbau der Georg-August-Universität, die aufgrund der fortschrittlichen preußischen Wissenschaftspolitik unter Friedrich Althoff schnell wuchs und internationale Anerkennung gewann. Nicht weniger wichtig waren der neue Zentralfriedhof (1880), der kommunale Schlachthof (1883), die Desinfektionsanstalt (1884) und die Sanierung des Alten Rathauses (1883). Ein wichtiger Mitstreiter Merkels bei der städtebaulichen Entwicklung Göttingens war ab 1869 Heinrich Gerber, dessen Anstellung als ersten Stadtbaumeister von Göttingen er durchsetzte.
Auch Merkels kulturpolitisches Engagement war außerordentlich. Auf seine Initiative hin wurden nach Jenaer Vorbild 1874 die Göttinger Gedenktafeln eingeführt. 1880/81 initiierte er eine archäologische Ausgrabung auf dem Gelände der Pfalz Grona. 1889 unterstützte er die Gründung der „Städtischen Alterthümersammlung“ (heute Städtisches Museum Göttingen). Herausragend während seiner Amtszeit war für die Stadt der repräsentative Neubau des Deutschen Theaters (1889–1890).
1893 trat Merkel gesundheitlich angeschlagen im 65. Lebensjahr und nach 23 Jahren aus dem Bürgermeisteramt der mittlerweile hochverschuldeten Stadt zurück. Sein Nachfolger wurde Georg Friedrich Calsow. Im Ruhestand verfasst Merkel 1897 als eine Art Rechenschaftsbericht seine „Erinnerungen an meine fünfundzwanzigjährige [sic!] Thätigkeit als Bürgermeister von Göttingen“.

## Familie

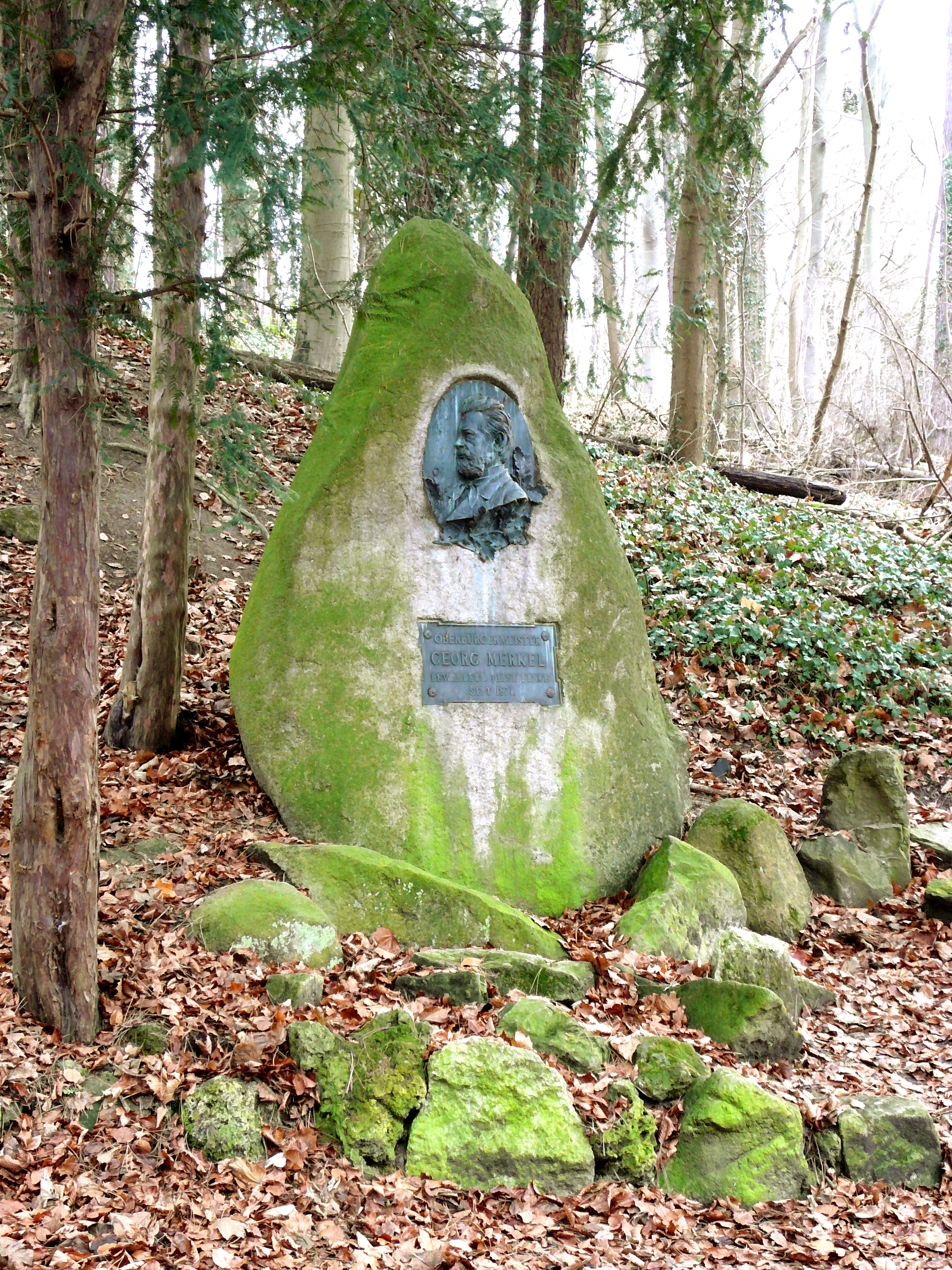
Merkel-Stein am Hainberg

Merkel war mit Sophie geb. Wöhler verheiratet, einer Tochter des Chemikers Friedrich Wöhler. Die Tochter des Paares, Franziska Merkel (* 1856) heiratete 1877 den Mediziner Friedrich Julius Rosenbach.

## Gedenken
An Georg Merkel erinnern in Göttingen der von seinem Nachfolger Calsow 1897 an seinem 68. Geburtstag eingeweihte Merkel-Stein am Fuß des Hainbergs mit einem von Ferdinand Hartzer geschaffenen, bronzenen Porträtrelief, seit 1913 im Ostviertel die Merkelstraße sowie seit 1959 an seinem ehemaligen Wohnhaus Friedländer Weg 13 eine Göttinger Gedenktafel.
Merkels Grab mit einem markanten Obelisken befindet sich auf dem Göttinger Stadtfriedhof in der Abteilung 4.

## Schriften (Auswahl)
- Zur Aufforstung der öden Kalkhöhen des Hainberges bei Göttingen in den Jahren 1871–1882. 1882.
- Zur Frage des Markbrunnens in Göttingen. Göttingen 1894.
- Erinnerungen an meine fünfundzwanzigjährige Thätigkeit als Bürgermeister von Göttingen. Horstmann, Göttingen 1897.